# Taricha rivularis
Espèce
Synonymes
- Triturus rivularis Twitty, 1935

Statut de conservation UICN

 LC  : Préoccupation mineure
Taricha rivularis est une espèce d'urodèles de la famille des Salamandridae. 

## Répartition

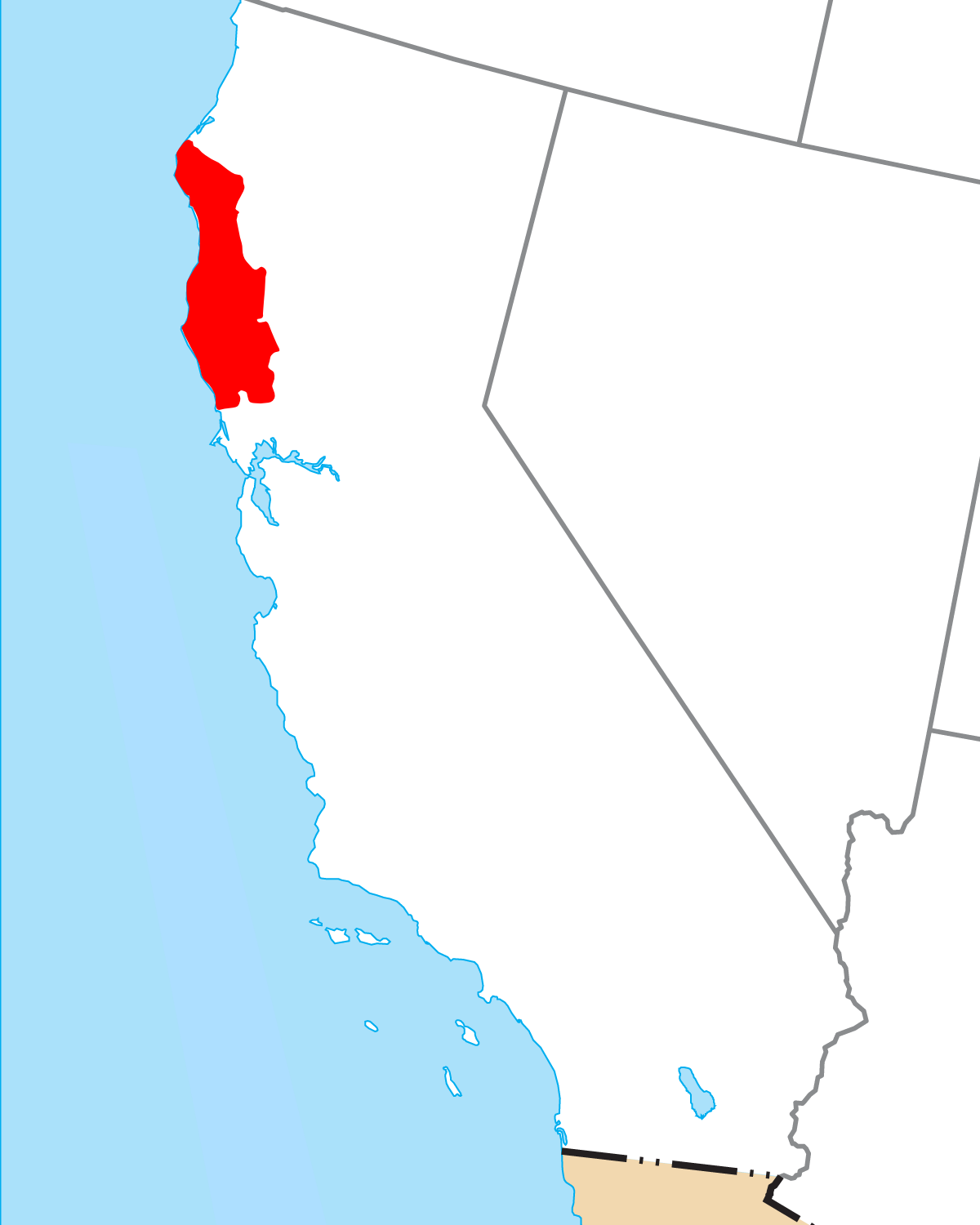

Cette espèce est endémique de Californie aux États-Unis. Elle se rencontre dans les comtés de Del Norte, de Sonoma, de Mendocino, d'Humboldt et de Santa Clara.

## Publication originale
- Twitty, 1935 : Two new species of Triturus from California. Copeia, vol. 1935, p. 73-80.